# Tỉnh ủy Bình Thuận
Tỉnh ủy Bình Thuận hay còn được gọi Ban chấp hành Đảng bộ tỉnh Bình Thuận. Tỉnh ủy Bình Thuận là cơ quan lãnh đạo cao nhất của Đảng bộ tỉnh Bình Thuận giữa hai kỳ đại hội đại biểu Đảng bộ tỉnh, do Đại hội Đại biểu Đảng bộ tỉnh bầu.
Tỉnh ủy Bình Thuận có chức năng thi hành nghị quyết, quyết định của Đại hội Đại biểu Đảng bộ tỉnh Bình Thuận, Ban Chấp hành Trung ương Đảng, Ban Bí thư và Bộ Chính trị.
Đứng đầu Tỉnh ủy là Bí thư Tỉnh ủy và thường là ủy viên Ban chấp hành Trung ương Đảng. Bí thư hiện tại là Ủy viên dự khuyết Trung ương Đảng Nguyễn Hoài Anh.

## Bê bối
Ngày 26/4/2022, Tổng Bí thư Nguyễn Phú Trọng chủ trì họp Bộ Chính trị, Ban Bí thư để thi hành kỷ luật nhiều cán bộ, lãnh đạo của tỉnh Bình Thuận lý do Ban Thường vụ Tỉnh ủy Bình Thuận nhiệm kỳ 2010 - 2015 và nhiệm kỳ 2015 - 2020, Ban cán sự đảng UBND tỉnh Bình Thuận nhiệm kỳ 2011 - 2016 và nhiệm kỳ 2016 - 2021 đã vi phạm nguyên tắc tập trung dân chủ và Quy chế làm việc; thiếu trách nhiệm, buông lỏng lãnh đạo, chỉ đạo, thiếu kiểm tra, giám sát để UBND tỉnh và nhiều tổ chức, cá nhân vi phạm quy định của Đảng, pháp luật của Nhà nước trong quản lý, sử dụng đất, thực hiện một số dự án; để một số cán bộ, đảng viên, trong đó có cán bộ chủ chốt của tỉnh bị khởi tố, bắt tạm giam.
- Ông Huỳnh Văn Tí, nguyên Ủy viên Trung ương Đảng, nguyên Bí thư Tỉnh ủy Bình Thuận (nhiệm kỳ 2005 - 2010, 2010 - 2015) bị kỷ luật khiển trách.
- Ông Nguyễn Mạnh Hùng, nguyên Ủy viên Trung ương Đảng, nguyên Bí thư Tỉnh ủy (nhiệm kỳ 2015 - 2020); nguyên Phó Bí thư thường trực Tỉnh ủy Bình Thuận (nhiệm kỳ 2010 - 2015) bị kỷ luật cảnh cáo.
- Ông Lê Tiến Phương, nguyên Phó Bí thư Tỉnh ủy (nhiệm kỳ 2005 - 2010, 2010 - 2015); nguyên Bí thư Ban cán sự đảng, nguyên Chủ tịch Ủy ban nhân dân tỉnh Bình Thuận (nhiệm kỳ 2011 - 2016) bị cách chức tất cả các chức vụ trong Đảng.
- Ông Nguyễn Ngọc Hai, nguyên Phó Bí thư Tỉnh ủy (nhiệm kỳ 2015 - 2020); nguyên Bí thư Ban cán sự đảng, nguyên Chủ tịch Ủy ban nhân dân tỉnh Bình Thuận (nhiệm kỳ 2016 - 2021) bị khai trừ ra khỏi Đảng.
- Ông Lương Văn Hải, nguyên Ủy viên Ban Thường vụ Tỉnh ủy (nhiệm kỳ 2015 - 2020), nguyên Phó Bí thư Ban cán sự đảng, nguyên Phó Chủ tịch thường trực Ủy ban nhân dân tỉnh Bình Thuận (nhiệm kỳ 2016 - 2021) bị khai trừ ra khỏi Đảng.
- Ông Hồ Lâm, nguyên Tỉnh ủy viên (nhiệm kỳ 2015 - 2020), nguyên Giám đốc Sở Tài nguyên và Môi trường tỉnh Bình Thuận (giai đoạn 2014 - 2020) bị khai trừ ra khỏi Đảng.[2]

Trước đó, tại kỳ họp 14 vào ngày 19 - 20/4/2022, Ủy ban Kiểm tra Trung ương đã kỷ luật cảnh cáo ông Lê Tuấn Phong Phó Bí thư Tỉnh ủy, Bí thư Ban Cán sự Đảng, Chủ tịch Ủy ban nhân dân tỉnh Bình Thuận.

## Ban Thường vụ Tỉnh ủy khóa XIV (2020 - 2025)
| STT | Họ và tên        | Năm sinh | Chức vụ hiện tại                                                              |
| --- | ---------------- | -------- | ----------------------------------------------------------------------------- |
| 1   | Nguyễn Hoài Anh  | 1977     | Ủy viên dự khuyết Trung ương Đảng, Bí thư Tỉnh ủy, Chủ tịch HĐND tỉnh         |
| 2   | Đặng Hồng Sỹ     | 1976     | Phó Bí thư thường trực Tỉnh ủy, Trưởng Đoàn đại biểu Quốc hội tỉnh Bình Thuận |
| 3   | Đỗ Hữu Huy       | 1980     | Phó Bí thư Tỉnh ủy , Chủ tịch UBND tỉnh                                       |
| 4   | Tiêu Hồng Phúc   | 1979     | Phó Chủ tịch thường trực HĐND tỉnh                                            |
| 5   | Võ Thanh Bình    | 1971     | Trưởng ban Tuyên giáo và Dân vận Tỉnh ủy                                      |
| 6   | Nguyễn Hồng Hải  | 1973     | Phó Chủ tịch Ủy ban nhân dân tỉnh                                             |
| 7   | Phan Văn Đăng    | 1965     | Phó Chủ tịch thường trực Ủy ban nhân dân tỉnh                                 |
| 8   | Bố Thị Xuân Linh | 1970     | Chủ tịch Ủy ban Mặt trận Tổ quốc Việt Nam tỉnh                                |
| 9   | Nguyễn Thanh Nam | 1965     | Trưởng ban Tổ chức Tỉnh ủy                                                    |
| 10  | Phạm Văn Nam     | 1971     | Bí thư Thành ủy Phan Thiết                                                    |
| 13  | Nguyễn Văn Quang | 1975     | Chủ nhiệm Ủy ban Kiểm tra Tỉnh ủy                                             |
| 14  | Nguyễn Văn Tám   | 1972     | Trưởng ban Nội chính Tỉnh ủy                                                  |
| 15  | Nguyễn Hồng Pháp | 1970     | Bí thư Thị ủy La Gi                                                           |